# Thomas FitzAlan, 5.º Conde de Arundel
Thomas Fitzalan, 5.º conde de Arundel e 10.º conde de Surrey[a] KG (13 de outubro de 1381 – 13 de outubro de 1415) foi um nobre inglês, um dos principais responsáveis pela deposição de Ricardo II, e uma figura importante durante o reinado de Henrique IV.

## Linhagem
Thomas era o único filho sobrevivente de Ricardo Fitzalan, 4.º Conde de Arundel e de sua primeira esposa, Elizabeth de Bohun. Quando tinha 16 anos de idade seu pai foi executado (1397) e suas terras e títulos confiscados pela Coroa da Inglaterra. Fitzalan foi colocado sob a tutela de John Holland, 1.º Duque de Exeter, meio-irmão do rei Ricardo, juntamente com uma grande parte das propriedades dos Arundel. Holland maltratou muito o jovem, um comportamento que lhe custou caro muitos anos depois.

## Fuga, exílio, retorno e restauração
Algum tempo depois Fitzalan conseguiu escapar dos maltratos de seu tutor e se juntou a seu tio Thomas Arundel, o deposto Arcebispo da Cantuária, no exílio em Utrecht. Os dois mais tarde se encontraram com outro companheiro de exílio, o primo do rei, Henrique Bolingbroke.
Fitzalan acompanhou Henrique em seu retorno à Inglaterra em julho de 1399, e nos eventos seguintes que resultaram na deposição de Ricardo II e na coroação de Henrique como rei Henrique IV. Trabalhou como mordomo na coroação, e pouco depois o novo rei lhe restituiu os seus títulos e propriedades. Estas incluíam dois condados notáveis: o do Conde de Arundel e do Conde de Surrey, além de grandes propriedades nas Marcas galesas.

## Revolta da Epifania
No início do ano seguinte, um grupo de barões, seguidores do deposto rei Ricardo II, rebelaram-se — no que ficou conhecido como a Revolta da Epifania — entre eles estava o ex-guardião de Fitzalan, John Holland. Este foi capturado por apoiadores da tia de Fitzalan, Joan de Bohun, Condessa de Hereford, e por ordem de Fitzalan logo foi executado (alguns afirmam que ele foi torturado antes).

## Rebelião de Owain Glyndŵr
Nos anos que se seguiram Fitzalan esteve muito ocupado com os acontecimentos ocorridos nas Marcas galesas. Ajudou a combater a revolta de Owain Glyndŵr de 1400 até aproximadamente 1412, sendo que os confrontos foram mais intensos do início até 1405. Após a Batalha de Shrewsbury em 1403, ele foi nomeado para defender as Marcas galesas de futuros ataques ao longo de suas fronteiras, e depois, ocupou-se em derrotar Glyndŵr na Marca situada ao norte, vizinha da região norte do País de Gales.

## Revolta no Norte
Em 1405 houve uma revolta no norte da Inglaterra liderada pelo Arcebispo de Iorque, Richard le Scrope e o Conde de Norfolk, Thomas de Mowbray. Fitzalan foi o chefe da Comissão que condenou os nobres rebeldes à morte. Isto, aparentemente, levou a um desentendimento entre Fitzalan e seu tio, o Arcebispo Thomas Arundel, que opôs-se à execução de um companheiro de prelado.

## Aliança com Portugal e casamentos
A irmã do rei Henrique, Filipa de Lencastre, havia se casado com o rei João I de Portugal, e para consolidar ainda mais a aliança entre Inglaterra e Portugal, Fitzalan casou com Beatriz, filha ilegítima do rei João. O casamento aconteceu em Londres, em 26 de novembro de 1405, na presença do rei Henrique IV.

## Conflitos galeses e aliança com a Borgonha
Nos anos seguintes Fitzalan novamente teve que ajudar a suprimir revoltas no País de Gales e nas Marcas galesas. Politicamente, Fitzalan aliou-se aos meio-irmãos do rei, os Beauforts, e quando Thomas Beaufort, Duque de Exeter foi nomeado chanceler em 1410, Fitzalan se tornou um dos principais conselheiros do rei. Beaufort favoreceu uma aliança com a Borgonha, e Fitzalan foi um dos líderes enviados para ajudar a combater a facção rival dos armagnacs na França. Neste período, Fitzalan recebeu a condecoração de Cavaleiro da Ordem da Jarreteira.

## Carreira durante o reinado do rei Henrique V
Em 1412 os Beauforts perderam o poder, e Fitzalan retirou-se para suas propriedades até o ano seguinte, quando o rei Henrique IV morreu. Seu filho, o rei Henrique V recolocou Fitzalan em um lugar de influência, nomeando-o Lorde Tesoureiro, bem como condestável do Castelo de Dover e Lorde Guardião dos Cinque Ports.
Fitzalan foi um dos primeiros comandantes de Henrique V na campanha francesa de 1415, mas durante o cerco de Harfleur ele, juntamente com muitos outros, ficou doente e teve de retornar para a Inglaterra. Nunca mais se recuperou, e algum tempo depois morreu.

## Sucessão
Fitzalan não deixou filhos legítimos do sexo masculino. O castelo e o condado de Arundel foram herdados por seu primo John Fitzalan, 13.º Conde de Arundel. O Condado de Surrey ficou em pendência (ou foi extinto; as fontes divergem sobre este assunto). O restante de suas propriedades foi dividido entre suas três irmãs sobreviventes.